# Paculla sulaimani
Paculla sulaimani är en spindelart som beskrevs av Pekka T. Lehtinen 1981. Paculla sulaimani ingår i släktet Paculla och familjen Tetrablemmidae. Inga underarter finns listade i Catalogue of Life.